# Албрехт фон Рехберг-Рамсберг
Албрехт фон Рехберг-Рамсберг (на немски: Albrecht von Rechberg, zu Ramsberg; † 1 май 1502) е господар на Рехберг и Рамсберг (под Рехберг, днес в Донцдорф в Баден-Вюртемберг), императорски съветник.

## Произход
Той е син на Хуго фон Рехберг († 1468) и съпругата му Агнес фон Тирщайн († 1470), вдовица на херцог Улрих II фон Тек († 1432), дъщеря на пфалцграф Йохан II фон Тирщайн († 1455) и Гертруд фон Винек († сл. 1445). Внук е на Албрехт фон Рехберг († 1426), господар на Илерайхен, Илербойрен, Рехбергхаузен и Келмюнц в Швабия, и съпругата му Маргарета фон Верденберг-Зарганс († сл. 1451) Брат е на Вилхелм фон Рехберг († 28 октомври 1503, погребан в катедралата в Айхщет), каноник в Елванген (1461 – 1499 и 1500 – 1503), домхер в Аугсбург (ок. 1485 – 1491), и на Йохан I († 1497/1499), господар на Равенщайн и Шарфенберг.
От 1327 до 1529 г. замъкът Рамсберг е собственост на господарите фон Рехберг.

## Фамилия
Първи брак: с Елизабет фон Елтер († 1475), дъщеря на Хуарт фон Елтер-Аспремонт († 1479) и Анна фон Даун († сл. 1449). Те имат две дъщери:
- Магдалена фон Рехберг цу Рамсберг († 1508), омъжена I. за фон Щайн, II. за маршал Вилхелм фон Папенхайм цу Ротенщайн и Калден († пр. 4 април 1508), син на Хайнрих фон Папенхайм († 1482) и Анна фон Абенсберг († сл. 1432). Магдалена е майка на Кристоф фон Папенхайм, епископ на Айхщет (1535 – 1539).
- Маргарета фон Рехберг († 29 декември 1536, погребана в Швайгерн), омъжена 1518 г. за Дитер фон Найперг цу Швайгерн-Аделсхофен († 1541)

Втори брак: пр. 5 април 1478 г. с Гертруд († сл. 1478). Те имат три деца:
- Агнес фон Рехберг († 12 октомври 1519/10 октомври 1520), омъжена за Хуго фон Шинен († пр. 12 октомври 1519)
- Мария фон Рехберг, монахиня в Кирххайм
- Филип „Дългия“ фон Рехберг цу Рамсберг († 28 октомври 1529), женен I. 1505 г. за братовчедката си Барбара фон Рехберг († 1522), вдовица на граф Фридрих III фон Хелфенщайн (1479 – 1502), внучка на Гауденц фон Рехберг († 1460), дъщеря на Георг I фон Рехберг († 1506) и Барбара фон Ландау († 1499), II. пр. 1528 г. за Магдалена фон Папенхайм, дъщеря на Вилхелм фон Папенхайм и Магдалена фон Рехберг († сл. 1528), или на Магнус II фон Папенхайм († 1500) и Аделхайд фон Елербах; няма деца.

Трети брак: с Хилдегард фон Хюрнхайм, дъщеря на Валтер фон Хюрнхайм († 1464) и Анна/Амалия фон Елербах († сл. 1464). Бракът е бездетен.